# العلاقات الآيسلندية البوتانية
العلاقات الآيسلندية البوتانية هي العلاقات الثنائية التي تجمع بين آيسلندا وبوتان.

## مقارنة بين البلدين
هذه مقارنة عامة ومرجعية للدولتين:
| وجه المقارنة                                              | آيسلندا          | بوتان          |
| --------------------------------------------------------- | ---------------- | -------------- |
| المساحة (كم2)                                             | 103.00 ألف       | 38.39 ألف      |
| عدد السكان (نسمة)                                         | 317.35 ألف       | 807.61 ألف     |
| الكثافة السكانية (ن./كم²)                                 | 3.08             | 21.04          |
| العاصمة                                                   | ريكيافيك         | تيمفو          |
| اللغة الرسمية                                             | اللغة الآيسلندية | لغة دزونكا     |
| العملة                                                    | كرونة آيسلندية   | نغولترم بوتاني |
| الناتج المحلي الإجمالي (بليون دولار)                      | 23.91 مليار      | 2.51 مليار     |
| الناتج المحلي الإجمالي (تعادل القوة الشرائية) بليون دولار | 15.79 مليار      | 6.49 مليار     |
| الناتج المحلي الإجمالي الاسمي للفرد دولار أمريكي          | 50.17 ألف        | 2.66 ألف       |
| الناتج المحلي الإجمالي للفرد دولار أمريكي                 | 46.55 ألف        | 7.82 ألف       |
| مؤشر التنمية البشرية                                      | 0.899            | 0.605          |
| رمز المكالمات الدولي                                      | +354             | +975           |
| رمز الإنترنت                                              | .is              | .bt            |
| المنطقة الزمنية                                           | 00، أوروبا/لندن ‏ | ت ع م+06:00    |

## منظمات دولية مشتركة
يشترك البلدان في عضوية مجموعة من المنظمات الدولية، منها:
| علم المنظمة | اسم المنظمة                        | تاريخ انضمام آيسلندا | تاريخ انضمام بوتان |
| ----------- | ---------------------------------- | -------------------- | ------------------ |
|             | وكالة ضمان الاستثمار متعدد الأطراف | 25 سبتمبر 1998       | 21 أكتوبر 2014     |
|             | منظمة الشرطة الجنائية الدولية      | ?                    | ?                  |
|             | منظمة حظر الأسلحة الكيميائية       | ?                    | ?                  |
|             | الأمم المتحدة                      | 19 نوفمبر 1946       | 21 سبتمبر 1971     |
|             | مؤسسة التمويل الدولية              | 20 يوليو 1956        | 1 ديسمبر 2003      |
|             | يونسكو                             | 8 يونيو 1964         | 13 أبريل 1982      |
|             | مؤسسة التنمية الدولية              | 19 مايو 1961         | 28 سبتمبر 1981     |
|             | البنك الدولي للإنشاء والتعمير      | 27 ديسمبر 1945       | 28 سبتمبر 1981     |
|             | الاتحاد البريدي العالمي            | ?                    | ?                  |
|             | الاتحاد الدولي للاتصالات           | 1 أكتوبر 1906        | 15 سبتمبر 1988     |

## وصلات خارجية
- موقع وزارة الخارجية الآيسلندية
- موقع وزارة الخارجية البوتانية